# Jorge del Castillo
Jorge Alfonso Alejandro del Castillo Gálvez (født 2. juli 1950 i Lima) er en peruviansk advokat og politiker. Han var premierminister i Peru fra 2006 til 2008.